# Stanislav Slavejkov
Stanislav Slavejkov (en bulgare : Станислав Славейков), né le 2 juin 1986, à Choumen, en Bulgarie, est un joueur bulgare de basket-ball. Il évolue au poste de ailier.

## Palmarès
- Coupe de Bulgarie 2009, 2010